# István Tarlós
István Tarlós (ur. 26 maja 1948 w Budapeszcie) – węgierski polityk, inżynier i samorządowiec, burmistrz III dzielnicy Budapesztu (1990–2006), w latach 2010–2019 burmistrz Budapesztu.

## Życiorys
Po ukończeniu szkoły średniej pracował jako robotnik, następnie odbył służbę wojskową w Orosházie. Został później absolwentem inżynierii lądowej na Uniwersytecie Techniczno-Ekonomicznym w Budapeszcie. Przez kilkanaście lat pracował w budownictwie, w latach 90. założył własne studio architektonicznej.
W 1989 przystąpił do Związku Wolnych Demokratów (SzDSz). Z poparciem macierzystej partii oraz Fideszu został w 1990 wybrany na burmistrza III dzielnicy Budapesztu. Reelekcję na to stanowisko uzyskiwał w 1994, 1998 i 2002. W 1994 wystąpił z SzDSz, nie akceptując nowej linii politycznej ugrupowania. W 2006 bez powodzenia ubiegał się o urząd burmistrza Budapesztu, przegrywając nieznacznie z Gaborem Demszkym. W tym samym roku stanął na czele frakcji Fidesz-KDNP w radzie miejskiej.
W wyborach parlamentarnych w 2010 uzyskał mandat posła do Zgromadzenia Narodowego. W wyborach samorządowych w tym samym roku został wybrany na urząd burmistrza Budapesztu. Utrzymał to stanowisko również w wyniku kolejnych wyborów w 2014. W październiku 2019 ubiegał się o ponowny wybór, pokonał go jednak Gergely Karácsony, wspólny kandydat głównych ugrupowań opozycyjnych.
Odznaczony Krzyżem Oficerskim Orderu Zasługi Rzeczypospolitej Polskiej (2008). W 2008 Rada Polskiej Fundacji Katyńskiej nadała mu Medal Dnia Pamięci Ofiar Zbrodni Katyńskiej (István Tarlós był inicjatorem powstania w Budapeszcie Pomnika Męczenników Katynia).